# Північно-Східний Кеї-Бесар
Північно-Східний Кеї́-Беса́р (індонез. Kei Besar Utara Timur) — один з 6 районів округу Південно-Східне Малуку провінції Малуку у складі Індонезії. Розташований на північному сході острова Кеї-Бесар. Адміністративний центр — село Банда-Елі.
Населення — 13000 осіб (2012; 9626 в 2010).

## Адміністративний поділ
До складу району входять 9 сіл:
| Населений пункт     | Населення, осіб (2010) |
| ------------------- | ---------------------- |
| Банда-Елі, село     | 2000                   |
| Ватлар, село        | 551                    |
| Кілваїр, село       | 1586                   |
| Ланггіар-Хаар, село | 663                    |
| Охоїраут, село      | 266                    |
| Охоїфау, село       | 761                    |
| Ренфаан, село       | 915                    |
| Хаар-Охоїмел, село  | 1163                   |
| Холлат, село        | 1721                   |